# James A. Peters
James Arthur Peters fue un herpetólogo estadounidense (13 de julio de 1922 - 18 de diciembre de 1972) nació en Durant (Iowa); creció en Greenup, Illinois. Estudió en la Universidad de Míchigan y obtuvo su Ph.D. en biología en 1952. Estudió con el herpetólogo Norman Edouard Hartweg.
Ocupó cargos docentes en:
- Universidad de Brown (1952–1958)
- Universidad Central del Ecuador, Profesor Fulbright (1958–1959)
- Universidad de Southern Illinois (1959)
- Colegio Estatal del Valle de San Fernando (1959–1966)

Ocupó cargos en el Departamento de Reptiles y Anfibios en el Instituto Smithsoniano.
- Curador asociado (1964–1967)
- Curador (1967–1972)

Peters era miembro de sociedades profesionales como: Sociedad americana de ictiólogos y herpetólogos, donde se desempeñó como secretario, 1960–1966, vicepresidente, 1967 y presidente, 1970. Fue elegido para el Club de Campo de Biólogos de Washington. Él inauguró el Smithsonian Herpetological Information Services, que distribuyó materiales a instituciones e individuos herpetológicos. Fundó el boletín MUDPIE (Programa de datos de museos y universidades e intercambio de información) que proporciona información sobre programas informáticos, referencias, subvenciones, reuniones, etc.
Su principal tema de investigación fue la herpetología y la zoogeografía de América Latina, especialmente del Ecuador. Durante sus treinta años de investigación en herpetología, describió diecisiete nuevas especies o subespecies, la mayoría de ellas anfibios, como algunos sapos neotropicales del género Atelopus.
Varios anfibios y reptiles neotropicales llevan su nombre, entre ellos Anadia petersi, Ameerega petersi, Colostethus jacobuspetersi, Gonatodes petersi, Helicops petersi, Micrurus petersi, Riama petrorum, Sibynomorphus petersi, Pristimantis petersi, y Tantilla petersi.

## Trabajos seleccionados
- Peters, J. A. 1960. Snakes of the Subfamily Dipsadinae. University of Michigan Museum of Zoology.[4]
- Peters, J. A., Orejas-Miranda, B., Donoso-Barros, R. 1970. Catalogue of Neotropical Squamata. Smithsonian: Washington, 2 vols. B9149.[5][6]
- Peters, J. A. 1959. Classic Papers in Genetics. Prentice-Hall Inc., Englewood Cliffs, NJ.[7]
- Peters, J. A. 1964. Dictionary of Herpetology. Hafner, New York.[8]
- Article in the Concise American Heritage Dictionary.
- Article in the Encyclopædia Britannica.
- The snakes of Ecuador; check list and key (The Museum, Cambridge, 1960).[9]

## Otras lecturas
- Kraig Adler (1989). Contributions to the History of Herpetology, Society for the study of amphibians and reptiles.
- Smithsonian Institution Archives. Record Unit 7175 James A. Peters Papers and Records of the Division of Reptiles and Amphibians
- Perry, M. C. (editor). 2007. The Washington Biologists’ Field Club: Its Members and its History (1900-2006). Published by the Washington Biologists’ Field Club, Washington, D.C. 352 pp. ISBN 0615162592\9780615162591

## Enleces externos
- The Washington Biologist’s Field Club. P. 224
- Today in Science
- Irish, F. J.; Zug, George R. Smithsonian Libraries. 1982. Biography and bibliography of James A. Peters
- Smithsonian Institution Archives

- Datos: Q3160913
- Multimedia: James A. Peters / Q3160913
- Especies: James Arthur Peters